# Orgosolo
Orgosolo (sardisch Orgòsolo) ist eine Gemeinde in der sardischen Provinz Nuoro in Italien mit 3905 Einwohnern (Stand 31. Dezember 2023).

## Lage und Daten
Orgosolo liegt 21 km südlich von der Provinzhauptstadt Nuoro entfernt. Der Ort liegt im Zentrum des zerklüfteten Supramonte-Gebirges im Herzen der Barbagia. Über dem Ort erhebt sich der Monte Lisorgoni (978 m s.l.m.). Die Nachbargemeinden sind: Dorgali, Fonni, Mamoiada, Nuoro, Oliena, Talana, Urzulei und Villagrande Strisaili.

## Geschichte
In der Umgebung des Ortes findet man viele Zeugen der Nuraghenkultur: Brunnen, Dolmen, Felsen- und Gigantengräber und Nuraghensiedlungen.
- Im Widerstand gegen die zahlreichen Eroberer Sardiniens bildete sich eine Banditenkultur, die im 19. Jahrhundert auch Gegenstand von kriminologischen Studien wurde. So schuf Alfredo Niceforo, ein Anhänger von Cesare Lombroso, in seinem Buch Die Kriminalität in Sardinien den Mythos, dass die Sarden zur Kriminalität vorbestimmt seien.
- 500 bewaffnete Orgolesen stürmten und plünderten 1894 den Ort Tortolì, um das Vermögen eines Großgrundbesitzers zu erbeuten, viele kamen dabei selbst um. Die Bardanas genannten Raubzüge sardischer Bergbewohner sind von der Römerzeit bis in das 19. Jahrhundert belegt.
- Von 1903 bis 1917 herrschte in Orgosolo eine blutige Familienfehde (disamistade), Auslöser soll der Überlieferung nach der Streit um das Erbe des 1903 verstorbenen reichsten Orgolesen Diego Moro gewesen sein. Die Fehde teilte die Einwohnerschaft in zwei verfeindete Hälften und in diesen Jahren fielen der Blutrache mehr als 50 Menschen zum Opfer. Nachdem 1917 durch Prozesse eine Versöhnung erreicht zu sein schien, brach nach ca. 30 Jahren die disamistade wieder aus. Die Bedrohung der Blutrache, aber auch die Besetzung durch die Carabinieri und die willkürlichen Verhaftungen der „festländischen“ Behörden trieb erneut Männer dazu, sich in den Bergen zu verstecken und somit häufig zum Bandit zu werden. Die Unterstützung durch die Dorfbevölkerung gegen die verhassten Carabinieri war ihnen meist sicher. Orgosolo wurde so zum „Banditennest“ erklärt. „Die Zentrale der Gesetzlosen, wo die Menschen den Hass mit der Muttermilch einsaugen“ stand in italienischen Zeitungen.
- Der italienische Ethnologe Franco Cagnetta lebte von 1950 bis 1954 in Orgosolo, um dort Feldforschung zu betreiben. Auszüge seiner Arbeit wurden 1954 unter dem Titel Inchiesta su Orgosolo in der Zeitschrift Nuovi Argomenti veröffentlicht. Cagnetta beschrieb unter anderem die willkürlichen Verhaftungen und systematischen Schikanen durch die Carabinieri und die hoffnungslose Situation der Bewohner. Das bescherte dem Autor ein Gerichtsverfahren wegen „Verunglimpfung des Heeres und der Polizei und Verbreitung von Nachrichten, die die öffentliche Ordnung gefährden könnten“. Die vollständige Studie wurde in Italien erst 1975 veröffentlicht (Banditi a Orgosolo, Verlag Guaraldi). Zuvor erschien der Text lediglich in Übersetzungen: 1963 in Frankreich (Bandits d’Orgosolo, Verlag Buchet/Chastel), 1964 in Deutschland (Die Banditen von Orgosolo, Econ-Verlag, Übersetzung aus dem Französischen).[2] Die Studie inspirierte Vittorio De Seta zu seinem gleichnamigen Film von 1961.
- In der bitteren Armut der 1950er Jahre bat die Lehrerin und Schriftstellerin Maria Giacobbe in einem Brief in ganz Italien um Spenden – Betten, Kleidung, Nahrung und Spielsachen für die Kinder von Orgosolo.
- 1962 wurde das in Kenia ansässige englische Touristenpaar Eva Beardsley und Edmund Townley, das sich in Sardinien niederlassen wollte, ermordet[3] – eine Tat, die schwer in die archaischen Regeln der Hirten und Gesetze der Blutrache einzuordnen ist.
- 1969 errang die Dorfgemeinschaft einen friedlichen Sieg gegen den „Kontinent“: Auf dem Pratobello – dem traditionellen Weideplatz des Dorfes zwischen Orgosolo und Fonni – sollte ein NATO-Truppenübungsplatz entstehen. Als die Soldaten und Panzer anrückten, stellte sich ihnen jedoch quasi die gesamte Bevölkerung Orgosolos entgegen. Durch die Blockade der Straßen und Besetzung der Weiden konnte sie schließlich den Rückzug der Truppen erreichen.
- Seit den 1990er Jahren ist der Protest gegen die Erweiterung des Nationalparks „Golfo di Orosei“ auf das Gennargentu-Gebirge ein Thema. Auf dem Papier besteht der Nationalpark bereits, ist jedoch noch keinesfalls umgesetzt.

## Kultur und Sehenswürdigkeiten

### Murales

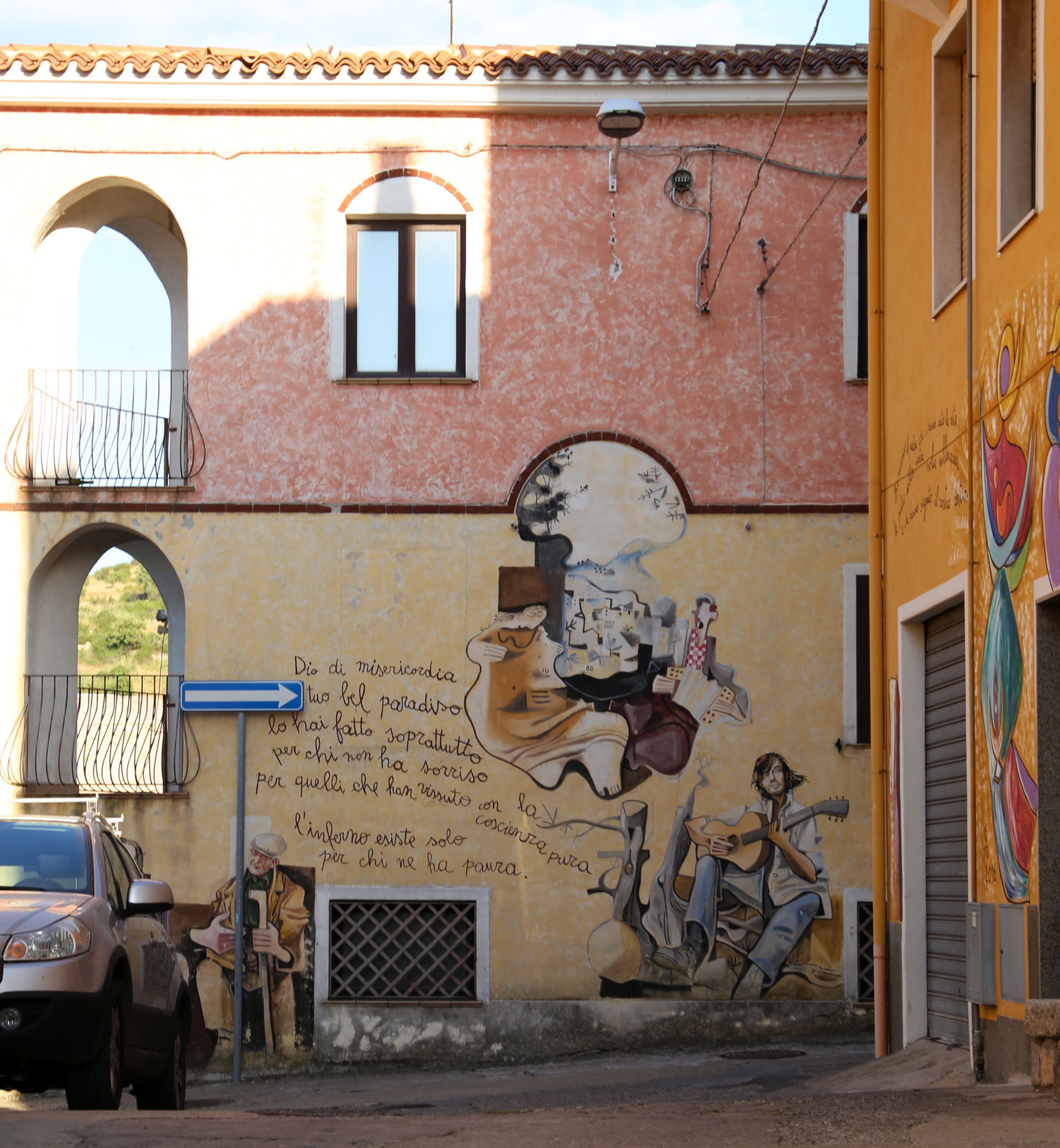
Muralismo

Das allererste der Murales genannten Wandgemälde wurde 1968 von der anarchistischen Mailänder Gruppe Dioniso in Orgosolo gezeichnet. Nachdem der der Kommunistischen Partei Italiens nahestehende Zeichenlehrer Francesco del Casino aus Siena den Film Banditi a Orgosolo gesehen hatte, ließ er sich in Orgosolo nieder und begann 1975 hier mit Schülern, Bilder an die Wände der Häuser zu malen. Anlass war der 30. Jahrestag des Partisanenkampfes gegen den Faschismus. Ihren Anfang nahmen die Gemälde auf Sardinien aber in dem eher unbekannten Dorf San Sperate. Die Wandmalereien in Orgosolo drückten zunächst den Protest gegen den geplanten NATO-Truppenübungsplatz auf dem Pratobello aus. Auch gegen die Mailänder Konzern-Chefs, die Gelder des Aufbauplans für Sardinien veruntreut haben, richtet sich der Protest. Neuere Bildnisse kommentieren z. B. die Weltpolitik – so wird Helmut Schmidt wegen Stammheim als „Experte in Sachen Staatsmord“ bezeichnet, ein Sieg der kambodschanischen und vietnamesischen Kämpfer gegen die USA am 25. April 1978 gefeiert und die Zahl der unschuldigen Opfer für den Sturz Saddam Husseins wird hinterfragt. Andere Bilder stellen das einfache Hirten- und Dorfleben dar, setzen sich für die Erhaltung der Sardischen Sprache ein oder enthalten sogar Werbebotschaften. Auch über die Studien über die Kriminalität in Sardinien von Alfredo Niceforo (siehe Geschichte) macht sich ein ironisches Murales lustig. Viele der ca. 120 Murales orientieren sich stilistisch am Kubismus in der Art von Picassos Guernica, aber auch realistischere Gemälde sind darunter. Neben Francesco del Casino zeichneten unter anderem der ebenfalls in Orgosolo lebende Künstler und Autodidakt Pasquale Buesca, die Künstlerinnen-Gruppe „Le Api“ und der Mailänder Künstler Massimo Cantoni für die Murales verantwortlich. Trotz einiger Beschädigungen etwa durch Umbauten von Häusern oder Witterung sind alle Murales weitgehend sehr gut erhalten.

### Musik
Wie überall in Sardinien sind die Canti a tenores auch in Orgosolo verbreitet. In der Tradition der polyphonischen Männergesänge, bei dem ein improvisatorischer Tenor (manchmal auch mehrere) auf Sardisch Verse aus einem Gedicht vorträgt, worauf drei Choristen mit Silben antworten: eine Bassstimme, ein Bariton und eine Altstimme. Dabei stellen sich die Männer meist in einem geschlossenen Kreis auf und halten sich mit einer Hand ein Ohr zu, um ihre eigene Stimme besser zu hören. Die Motive der Texte sind ähnlich wie die der Murales: sie erzählen vom Leben der Hirten und im Dorf, von den kollektiven Kämpfen, von in der Fabrik getöteten Arbeitern, von der Barbagia. Praktiziert werden diese Gesänge in Orgosolo von der Gruppo Rubano, der Gruppo Pratobello und dem Coro d’Orgosolo del Supramonte.

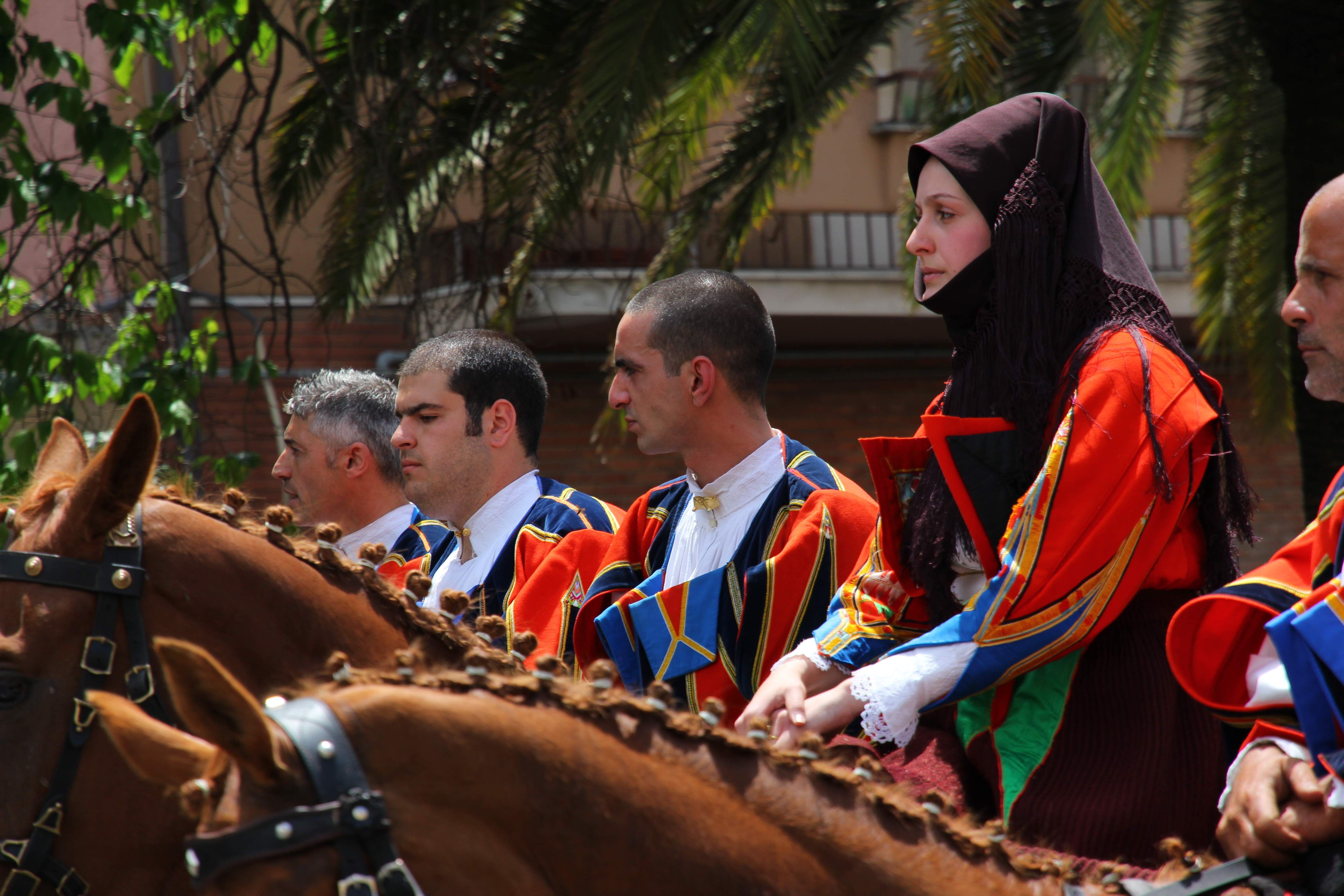
Traditionelle Tracht

In Orgosolo hat sich die Tradition der archaischen, mehrstimmigen Frauengesänge zum Rosenkranz-Gebet am stärksten erhalten. Diese Tradition setzt auch die Gruppe „Actores Alidos“ auf ihre Weise fort, die im November und Dezember 2006 auch in einigen Orten Deutschlands und in Wien spielte.

### Film
Vittorio De Seta drehte 1961 in Orgosolo und mit orgolesischen Schäfern den Film Banditi a Orgosolo. Er zeigt einen Schäfer, der in einen Viehdiebstahl verwickelt und des Mordes an einem Carabiniere beschuldigt wird. Er muss ein Banditenleben in den Bergen beginnen.

## Wirtschaft und Infrastruktur
Der traditionelle Hauptwirtschaftszweig ist die Schäferei. Weitere Arbeitgeber sind das Baugewerbe und der übrige Dienstleistungssektor. Dazu ist seit einiger Zeit der Tourismus gekommen. Er zehrte anfänglich von Orgosolos berüchtigtem Ruf als Banditennest – Reiseveranstalter organisierten „Überfälle“ fellbehangener Banditendarsteller auf ihre Busse zur Unterhaltung der Touristen. Der Friedhof, auf dem viele Gräber Aufschriften wie „erschossen von …“ und „ermordet am …“ tragen, geriet ebenfalls zur Touristenattraktion.
Heute lebt der Fremdenverkehr im Ort hauptsächlich von der internationalen Bekanntheit der Murales.

## Persönlichkeiten
- Antonia Mesina (1919–1935), römisch-katholische Märtyrerin und Selige